# About You Now
About You Now – piosenka pop stworzona przez Dr. Luke i Cathy Dennis na piąty, studyjny album brytyjskiego girlsbandu Sugababes, Change (2007). Utwór został wyprodukowany przez Dr. Luke oraz wydany jako pierwszy singel z krążka dnia 1 października 2007 roku.

## Informacje o singlu
Radiowa wersja utworu miała premierę dnia 14 sierpnia 2007 podczas audycji The Jo Whiley Show radia BBC Radio 1. Rytm muzyczny "About You Now" to pop z elementami electro, podobny jak utworu Kelly Clarkson Since U Been Gone również wyprodukowanego przez Dr. Luke. Oficjalna wersja piosenki, którą można usłyszeć na oficjalnej stronie internetowej Sugababes, jest dłuższa i zawiera dodatkowy wers śpiewany przez Amelle oraz przejście wykonywane przez Keishę.

## Przyjęcie singla
"About You Now" generalnie otrzymał pozytywne opinie zarówno od profesjonalnych krytyków muzycznych jak i fanów. Popjustice opisał utwór jako "pop-electro-rockowe arcydzieło". Peter Robinson stwierdził, iż "About You Now" to "prosta, ale niesamowita pop piosenka".

## Teledysk
Teledysk do singla reżyserowany był przez Marcusa Adamsa i nagrywany w Londynie (Anglia) dnia 24 sierpnia 2007, w Festival Hall przy ulicy Waterloo. Videoclip ukazuje dwóch mieszkańców miasta, którzy aby się spotkać, pokonają każdą trudność. W klipie można zauważyć elementy parkour. Dnia 6 września 2007 fotografie teledysku wyciekły do internetu. W dniu 7 września 2007 klip ujrzał światło dzienne. W teledysku wykorzystano telefon NOKIA 7500.
Videoclip dedykowany jest Timowi Royesowi, który zginął w wypadku samochodowym, a reżyserował poprzednie klipy zespołu "Red Dress" oraz "Easy".

## Lista utworów
Formaty i lista utworów singla "About You Now":
| #        | Tytuł                                     |
| -------- | ----------------------------------------- |
| CD1      |                                           |
| 1.       | "About You Now" (Radio Edit)              |
| 2.       | "Rocks" (Napster Live Session)            |
| CD2      |                                           |
| 1.       | "About You Now"                           |
| 2.       | "About You Now" (Sticky 'Dirtypop' Remix) |
| 3.       | "About You Now" (Spencer & Hill Remix)    |
| 4.       | "In Recline"                              |
| 7"       |                                           |
| 1.       | "About You Now" (Kissy Sell Out Remix)    |
| 2.       | "About You Now"                           |
| Promo CD |                                           |
| 1.       | "About You Now" (Sticky Extended Remix)   |
| 2.       | "About You Now" (Spencer & Hill Remix)    |
| 3.       | "About You Now" (Sticky Remix Radio Edit) |
| 4.       | "About You Now" (Radio Edit)              |

## Pozycje na listach
| Listy Przebojów (2007)   | Pozycja |
| ------------------------ | ------- |
| Chorwacja Singles Chart  | 1       |
| Czechy Singles Chart     | 1       |
| Estonia Singles Chart    | 1       |
| Węgry Singles Chart      | 1       |
| Słowenia Singles Chart   | 1       |
| UK Singles Chart         | 1       |
| Bułgaria Singles Chart   | 2       |
| Irlandia Singles Chart   | 2       |
| Malta Singles Chart      | 2       |
| Słowacja Singles Chart   | 2       |
| Luksemburg Singles Chart | 3       |
| Austria Singles Chart    | 4       |
| German Singles Chart     | 4       |
| Cypr Singles Chart       | 6       |
| Norwegia Singles Chart   | 7       |
| Dania Singles Chart      | 12      |
| United World Chart       | 17      |
| Dutch Top 40             | 18      |
| RIANZ                    | 18      |
| Finlandia Singles Chart  | 19      |
| Szwajcaria Singles Chart | 21      |
| Belgia Singles Chart     | 28      |
| Szwecja Singles Chart    | 40      |
| Australia Singles Chart  | 57      |

| Listy Przebojów (2008) | Pozycja |
| ---------------------- | ------- |
| France Singles Chart   | 19      |